# فرودگاه شهری بومانت
فرودگاه شهری بومانت (به انگلیسی: Beaumont Municipal Airport) یک فرودگاه همگانی با کد یاتا BMT است که یک باند فرود آسفالت دارد و طول باند آن ۱۲۱۹ متر است. این فرودگاه در شهر بومانت، تگزاس کشور ایالات متحده آمریکا قرار دارد و در ارتفاع ۹٫۸ متری از سطح دریا واقع شده‌است.